# Автошлях Т 1830
Автошля́х Т 1830 — автомобільний шлях територіального значення у Рівненській області. Пролягає територією Рівненського, Здолбунівського та Острозького районів через Рівне — Тайкури — Оженин. Загальна довжина — 24,7 км.

## Маршрут
Автошлях проходить через такі населені пункти:
| Автошлях Т 1830      |           |
| Рівненська область   |           |
| Рівненський район    |           |
| Рівне                | E40М06Н25 |
| Колоденка            |           |
| Порозове             |           |
| Тайкури              |           |
| Здолбунівський район |           |
| Новосілки            |           |
| Острозький район     |           |
| Країв                |           |
| Оженин               | Т 1831    |